# Mas del Munt
El Mas del Munt és un mas situat al municipi de Navars, a la comarca catalana del Bages. Es troba a la falda occidental del Serrat d'en Guineu.